# Фальц-Фейн, Эдуард фон (бобслеист)
Эдуард Теодор фон Фальц-Фейн (нем. Eduard Theodor von Falz-Fein; 4 июня 1912, Аскания-Нова, Таврическая губерния — 17 июня 1974, Западный Берлин) — лихтенштейнский бобслеист. Участник зимних Олимпийских игр 1936 года.

## Биография
Эдуард фон Фальц-Фейн родился 4 июня 1912 года в посёлке Аскания-Нова.
В 1936 году вошёл в состав сборной Лихтенштейна на зимних Олимпийских играх в Гармиш-Партенкирхене. В бобслее в соревнованиях двоек вместе с Ойгеном Бюхелем занял 18-е место, показав по сумме четырёх заездов результат 6 минут 1,94 секунды и уступив 32,65 секунды завоевавшим золото Айвену Брауну и Элу Уошбонду из США.
Носил титул барона.
Умер 17 июня 1974 года в Западном Берлине.

## Семья
Двоюродный брат — Эдуард Олег Александрович фон Фальц-Фейн (1912—2018), барон, лихтенштейнский общественный деятель и меценат. Из-за сходства имён, одинакового года рождения и титула братьев путали: в частности, Эдуарда Олега Александровича называли старейшим из живущих олимпийцев. Был знаменосцем сборной Лихтенштейна на зимних Олимпийских играх 1956 года и летних Олимпийских играх 1972 года.